# Natalie Obkircher
Natalie Obkircher (ur. 7 lutego 1971 w Geldern) – włoska saneczkarka, medalistka mistrzostw świata, mistrzyni Europy.
Na igrzyskach startowała czterokrotnie, najlepszym rezultat zanotowała w 1994, kończąc zawody na 5 miejscu. Na mistrzostwach świata wywalczyła pięć medali, wszystkie w drużynie. W 1995 zdobyła srebro, a w latach 1991, 1993, 1996 i 1997 brąz. Na mistrzostwach Europy wywalczyła sześć medali, wszystkie w drużynie mieszanej. W 1994 została mistrzynią Europy, w  1998 zdobyła srebro, a na imprezach w latach 1990, 1992, 1996 i 2000 stawała na najniższym stopniu podium.
W 2003 zakończyła karierę.

## Osiągnięcia

### Saneczkarstwo na zimowych igrzyskach olimpijskich
| Rok  | Miejsce        | Jedynki |
| ---- | -------------- | ------- |
| 1992 | Albertville    | 19.     |
| 1994 | Lillehammer    | 5.      |
| 1998 | Nagano         | 12.     |
| 2002 | Salt Lake City | 17.     |